# Estação Corvisart
Corvisart é uma estação da linha 6 do Metrô de Paris, localizada no 13.º arrondissement de Paris.

## Localização
A estação está localizada no meio do boulevard Auguste-Blanqui a leste do cruzamento com a rue de Corvisart.

## História
A estação foi inaugurada em 1906, na linha 2 sud (Circulaire sud). Em outubro de 1907, a fusão da linha Circulaire sud e da linha 5 foi decidida: o conjunto é operado sob o indicativo linha 5, o indicativo "Circulaire sud" ou "2 sud" desaparece. Desde 6 de outubro de 1942, a linha 6 liga Nation a Étoile.

### Origem do nome
A estação leva o nome da rue de Corvisart situada nas proximidades, que faz homenagem a Jean-Nicolas Corvisart (1755-1821), médico pessoal de Napoleão (que o titulou Primeiro Médico do Imperador), especialista dos pulmões e do coração.

### Uma oficina de Carnaval em 1912
No Carnaval de Paris em 1912 desfilaram em três procissões por ocasião da Mi-Carême: a da margem direita, com a rainha das rainhas, a da margem esquerda com a rosa das rosas e, finalmente, para comemorar o seu cinquentenário, Le Petit Journal fez desfilar em Paris uma procissão formada de grupos e carros alegóricos do Carnaval de Nice.
Como nenhuma oficina parisiense teve portas largas o suficiente para deixar de fora os carros alegóricos uma vez montados, uma oficina de fortuna foi instalada sob as arcadas do metrô elevado, estação Corvisart. Estas foram fechadas com grandes lonas.

### Frequência
Em 2011, 2 604 292 passageiros entraram nesta estação. Ela viu entrar 2 622 998 passageiros em 2013, o que a coloca na 209ª posição das estações de metro por sua frequência em 302.

## Serviços aos Passageiros

### Acesso
A estação tem dois acessos situados no terrapleno central do boulevard Auguste-Blanqui onde um dá lado ímpar e o outro face ao n° 50.

### Intermodalidade
A estação é servida pelas linhas 57 e 67 da rede de ônibus RATP.

## Pontos turísticos
- Quartier de la Butte-aux-Cailles
- Télécom ParisTech (École nationale supérieure des télécommunications)

Galeria de fotografias
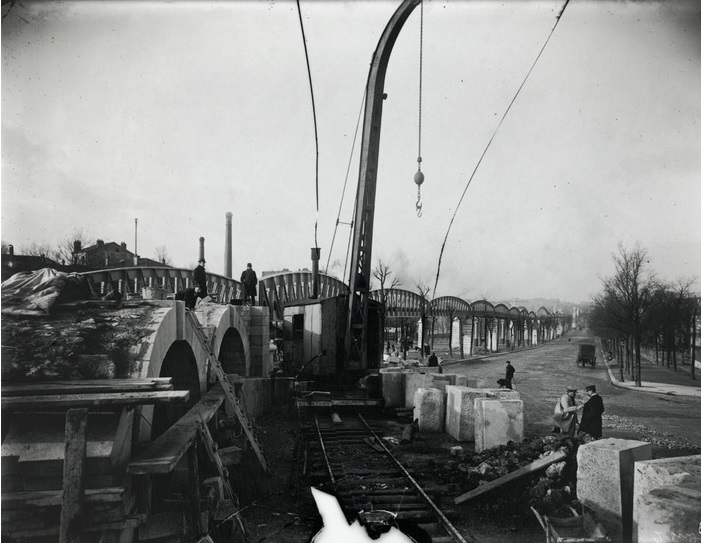
Construção do viaduto que dá suporte a uma parte da estação, 1904.
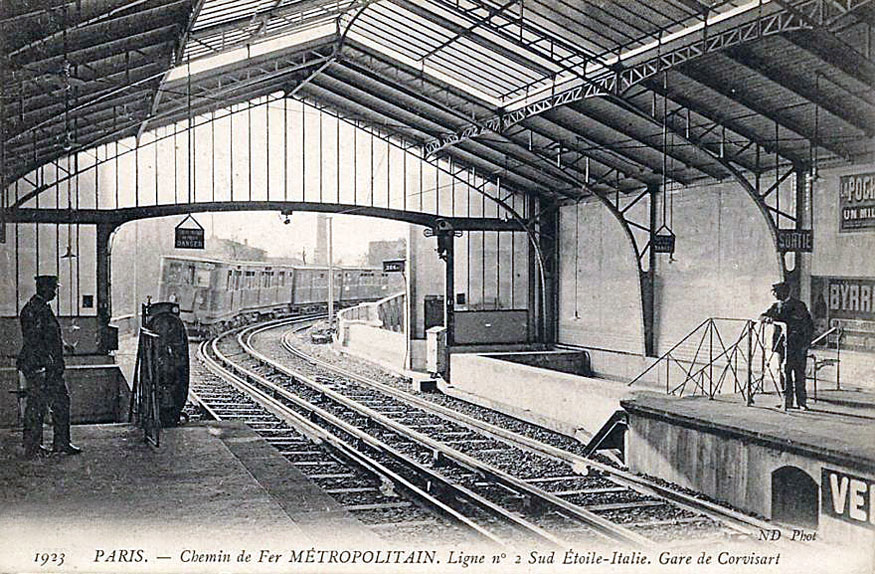
Um trem entra na estação, na época da linha 2 sud.
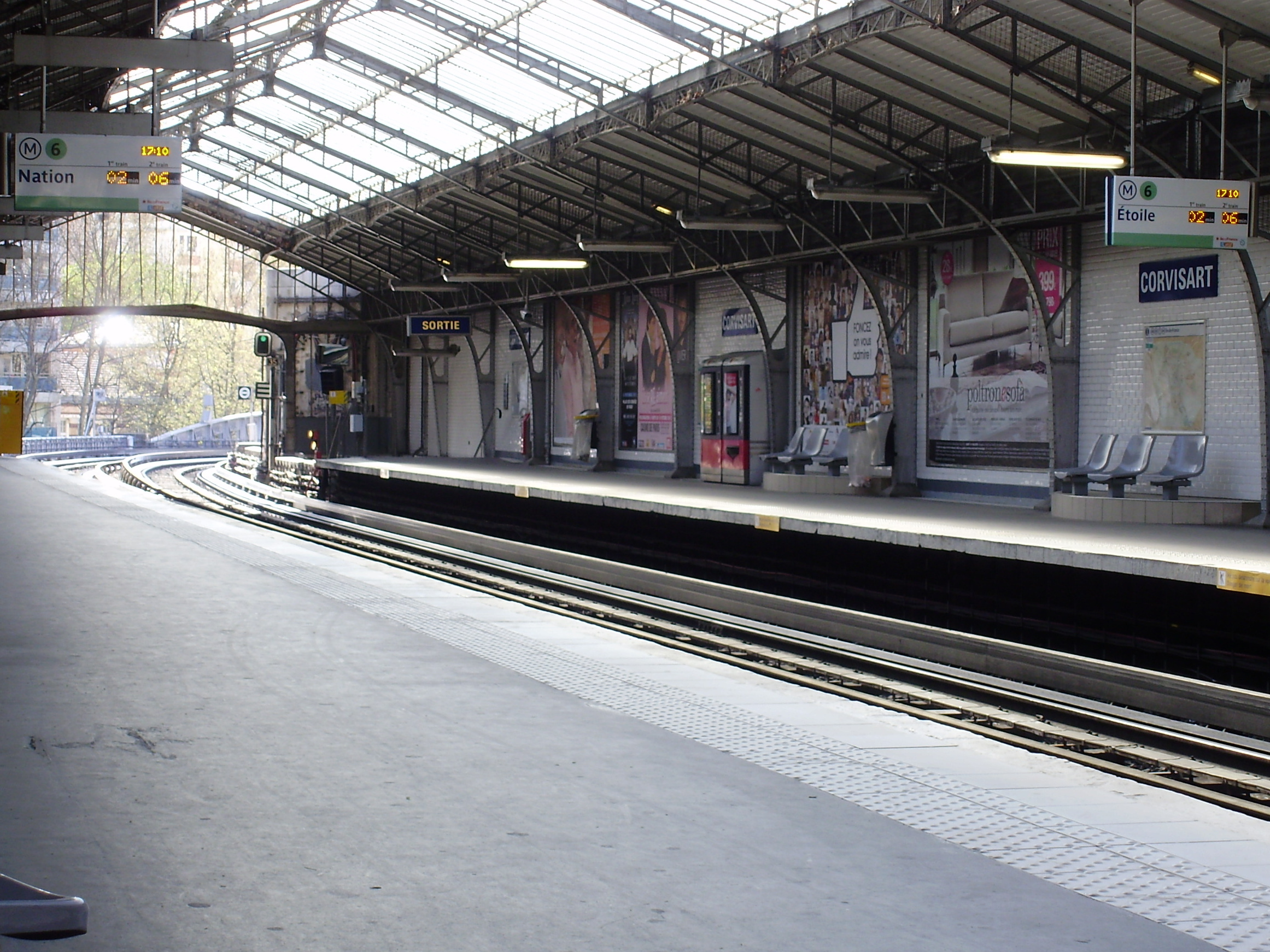
Plataformas da estação olhando para Étoile.
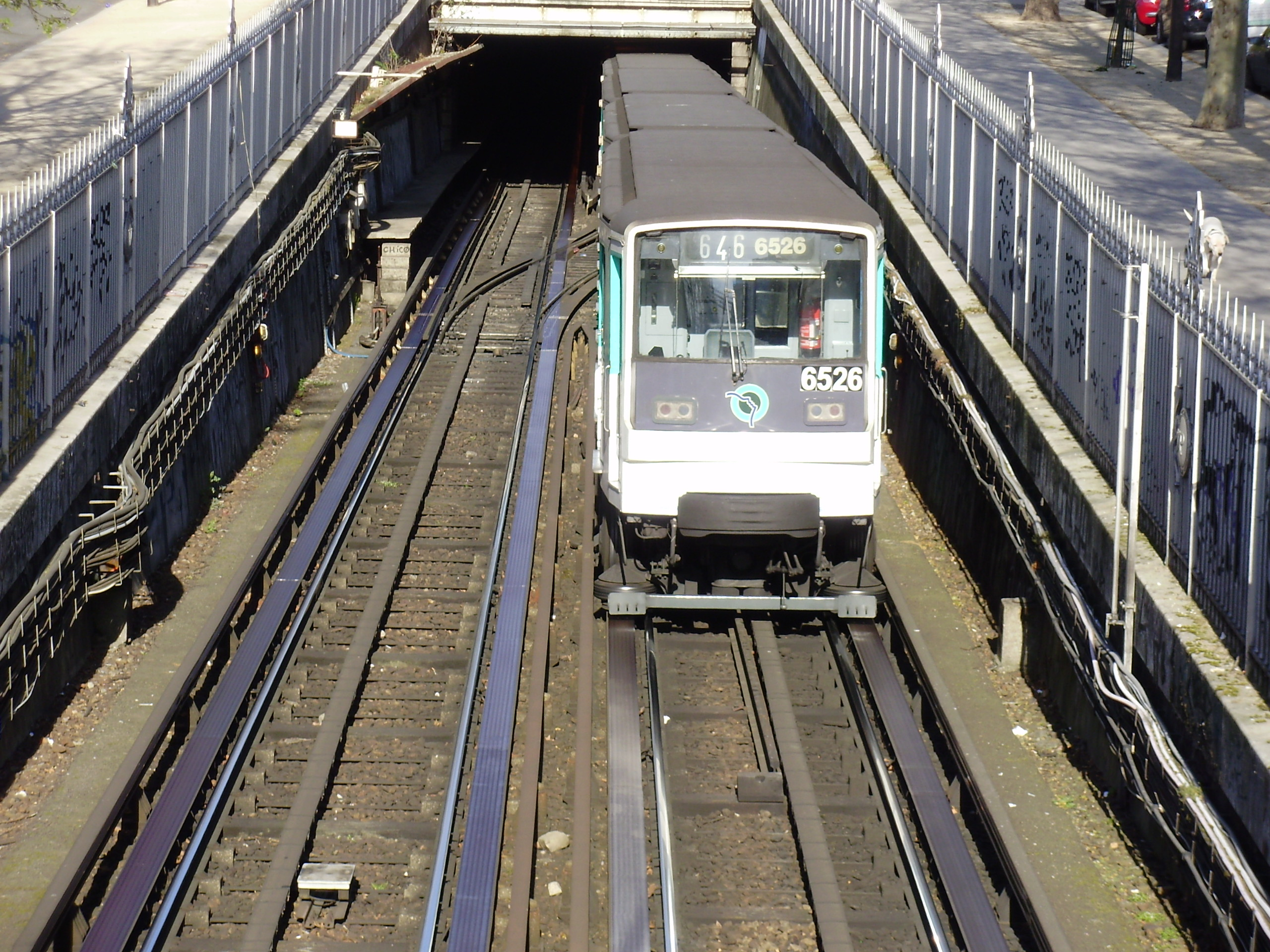
Trem MP 73 saindo da estação e se dirigindo para Nation.
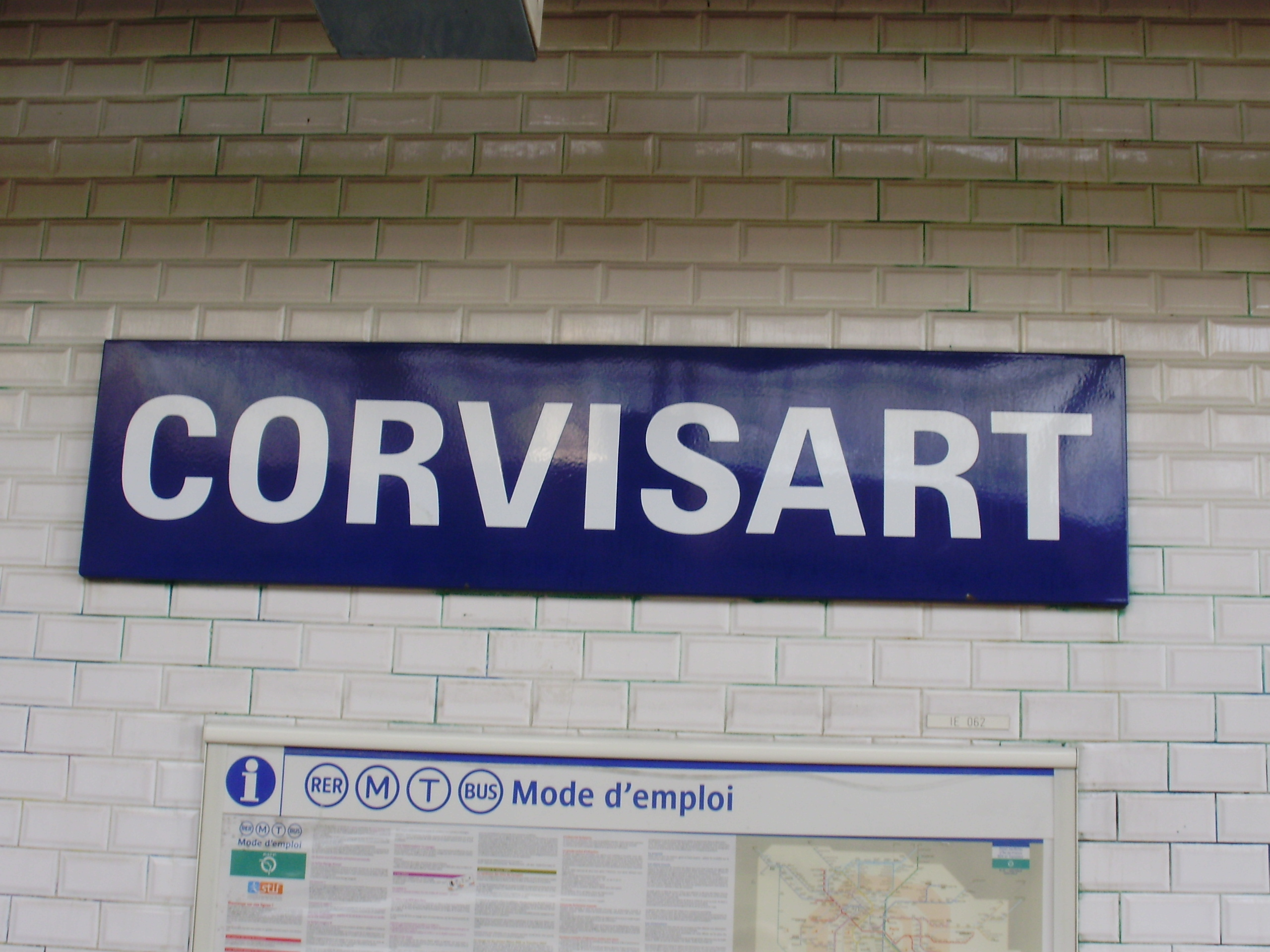
Placa com o nome da estação.
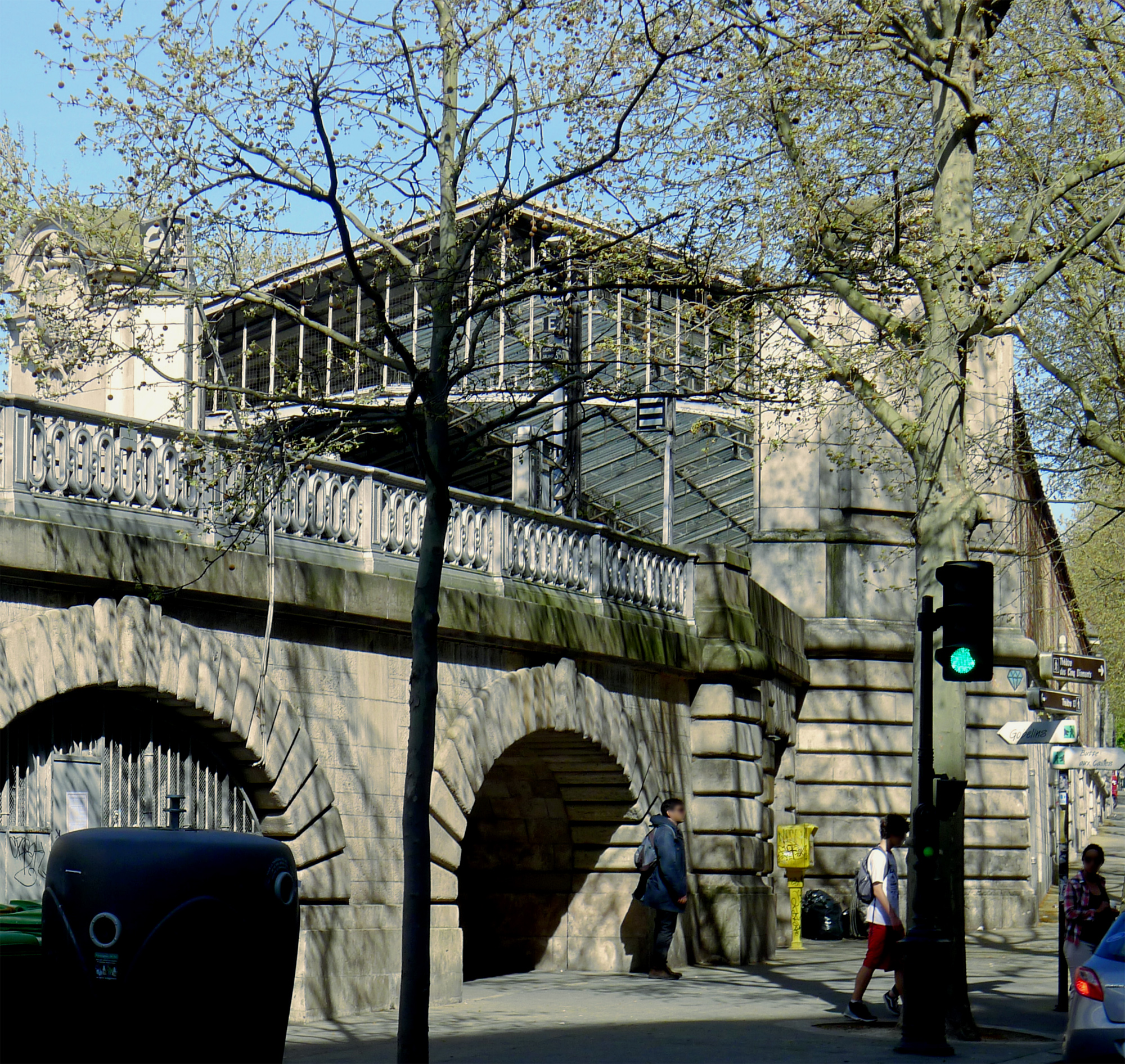
Estação Corvisart vista do boulevard Auguste-Blanqui.
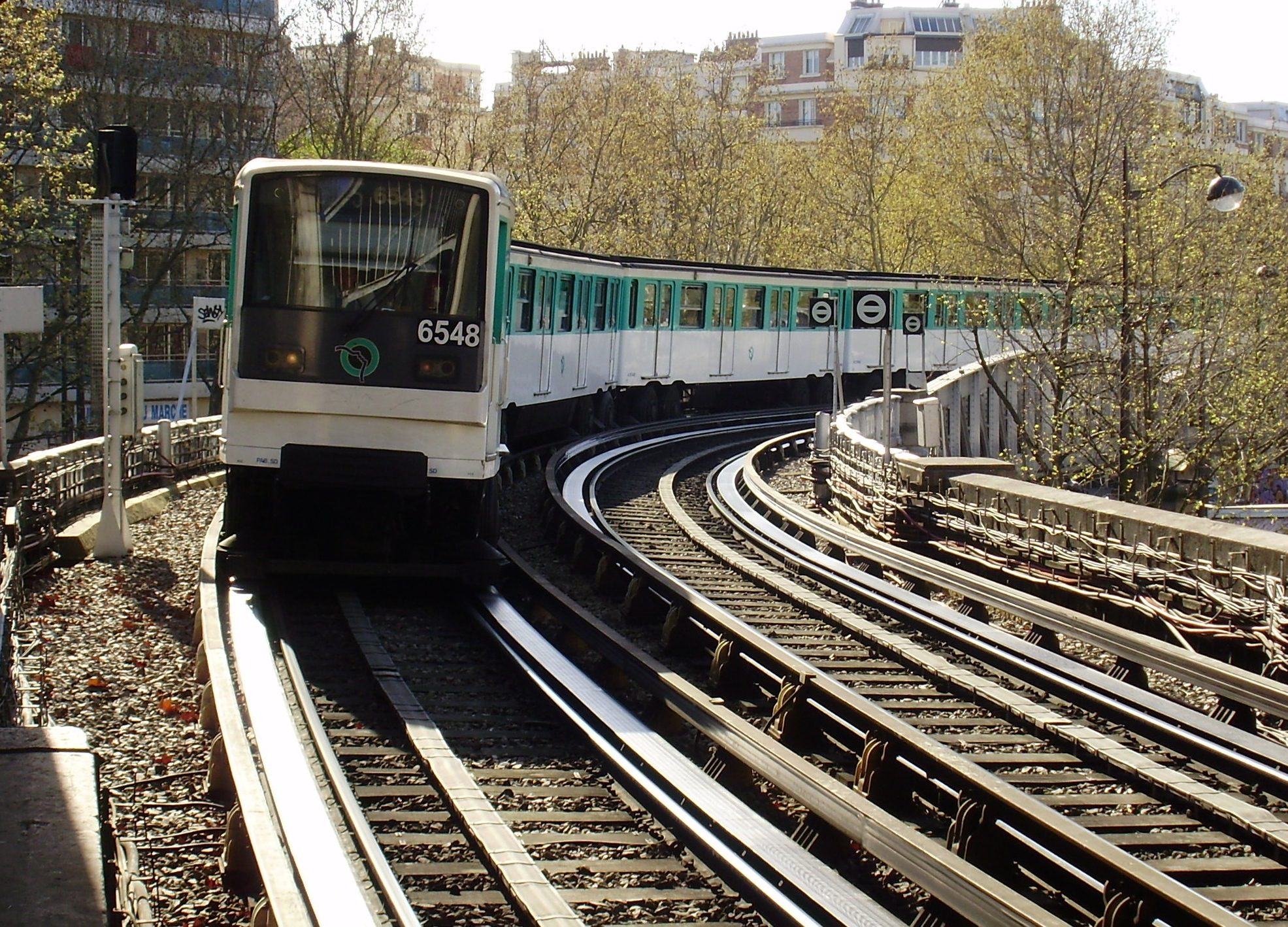
Trem MP 73 entrando na estação e se dirigindo a Nation.

## Na música
- Em 1978, Françoise Hardy e Jacques Dutronc interpretaram o título Brouillard dans la rue Corvisart, nas palavras de Michel Jonasz e uma música de Gabriel Yared.